# Peter von der Groeben
Peter Hans Elimar von der Groeben (* 19. Dezember 1903 in Langheim; † 29. Mai 2002 in Kiel) war ein deutscher Offizier, zuletzt Generalleutnant (temporär) und stellvertretender Befehlshaber des NATO-Kommandobereich der Ostseezugänge (Deputy Commander Allied Command Baltic Approaches/DepCOMBALTAP).

## Leben
Beförderungen
- 1. September 1926 Fähnrich
- 1. August 1927 Oberfähnrich
- 1. Dezember 1927 Leutnant
- 1. August 1930 Oberleutnant
- 1. Mai 1935 Rittmeister
- 1. Oktober 1940 Major
- 1. April 1942 Oberstleutnant
- 1. März 1943 Oberst
- 1. März 1945 Generalmajor[1]
- 2. November 1956 Brigadegeneral
- 1958 Generalmajor
- 1. Februar 1962 Generalleutnant (temporär)

Als Bruder von Klaus und Hans trat Peter von der Groeben am 1. April 1924 als Fahnenjunker in die Reichswehr ein und diente im 9. (Preußischen) Reiter-Regiment, in dem er 1932 Regimentsadjutant wurde. Im selben Jahr kam er zum Stab des Gruppenkommandos 1 nach Berlin, wo er auch die Kriegsakademie besuchte und zum Generalstabsoffizier ausgebildet wurde.
In die Wehrmacht übernommen, zog er in den Zweiten Weltkrieg: 1939 als Ib der Heeresgruppe Nord, 1941 als Ia der 86. Infanterie-Division und 1942 als Ia der Heeresgruppe Mitte. Am 6. Dezember 1944 wurde er Kommandeur der 3. Kavallerie-Brigade, die im Februar 1945 zur 3. Kavallerie-Division umgegliedert wurde. Wie später bekannt wurde, gehörte er zum erweiterten Kreis der Mitwisser des militärischen Widerstandes gegen Adolf Hitler.
Nach der Kapitulation kam er in US-amerikanische Kriegsgefangenschaft (Garmisch, Neustadt (Hessen)), aus der er Ende 1947 entlassen wurde. Während seiner Kriegsgefangenschaft erstellte er, in der deutschen Abteilung der kriegsgeschichtlichen Forschungsgruppe der Operational History (German) Section der US Army „Historical Division“, Ausarbeitungen zum Zweiten Weltkrieg. Bis zum Eintritt in die Bundeswehr war er Landarbeiter und kaufmännischer Angestellter.
1957 wurde er als Brigadegeneral in die Bundeswehr übernommen und als stellvertretender Inspekteur des Heeres und Chef des Führungsstabes des Heeres unter Hans Röttiger eingesetzt. Vom 1. November 1958 bis zum 6. Februar 1962 war er in Neumünster als Generalmajor der erste Kommandeur der neuaufgestellten 6. Grenadierdivision, die 1959 in 6. Panzergrenadierdivision umbenannt wurde.
Im Hof des Bendlerblocks gedachte er mit drei anderen Offizieren am 20. Juli 1961 der Männer des Widerstands – die ihn als Mitwisser nicht verraten hatten.
Ab Ende 1961 diente er als stellvertretender Befehlshaber des Allied Command Baltic Approaches (BALTAP), ab 1962 im temporären Dienstgrad Generalleutnant.
Am 31. März 1964 wurde Groeben im Dienstgrad Generalmajor und als einer der letzten ehemaligen Kavallerie-Offiziere pensioniert. Sein Nachfolger bei LANDJUT wurde Cord von Hobe.
Nach seiner Pensionierung war er von 1968 bis 1975 Kommendator der Preußischen Genossenschaft (Kommende) des Johanniterordens. Seinen langen Ruhestand nutzte er auch für die Aufarbeitung der Familiengeschichte.
Verheiratet war er mit Marei, geborene von Wedel-Piesdorf, mit der er drei Töchter und den Sohn Wolfgang von der Groeben hatte.

## Auszeichnungen
- Eisernes Kreuz (1939) II. und I. Klasse (1941)
- Deutsches Kreuz in Gold am 8. Januar 1943[6]
- Großes Verdienstkreuz des Verdienstordens der Bundesrepublik Deutschland im Jahre 1964